# Micrathena ornata
Micrathena ornata là một loài nhện trong họ Araneidae.
Loài này thuộc chi Micrathena. Micrathena ornata được Cândido Firmino de Mello-Leitão miêu tả năm 1932.